# Grammia edwardsi
Grammia edwardsi là một loài bướm đêm thuộc phân họ Arctiinae, họ Erebidae.